# پاول موکاپتریس

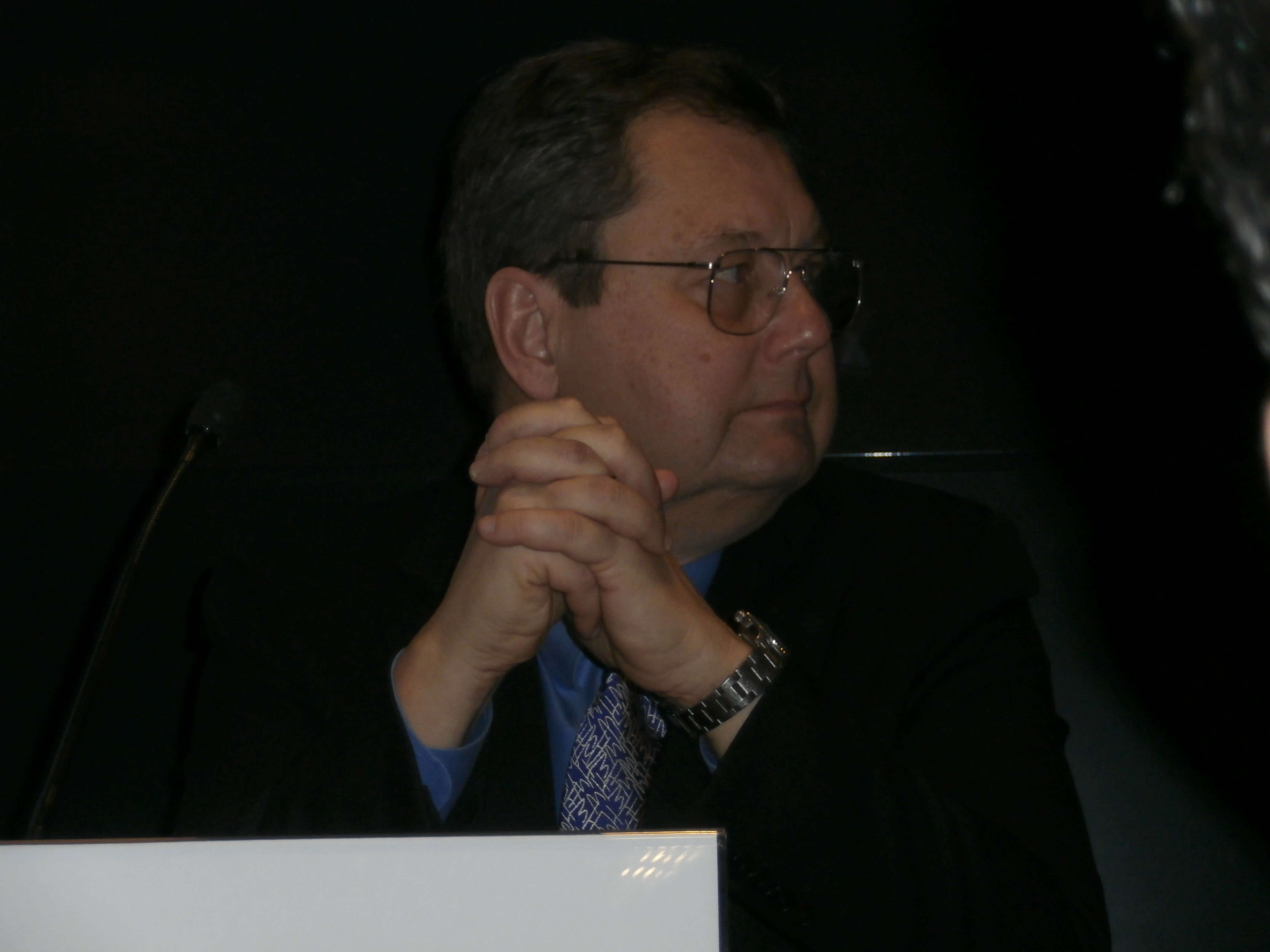
پاول موکاپتریس دانشمند آمریکایی

پاول موکاپتریس (به انگلیسی: Paul Mockapetris) دانشمند آمریکایی علوم رایانه و از پیشروان اینترنت است. او به اختراع سامانه نام دامنه شهرت دارد.